# Психички детерминизам
Психички детерминизам је једна од кључних психоаналитичких поставки, према којој ништа што се дешава у човековом психичком животу није случајно, већ је одређено ранијим свесним и несвесним психичким збивањима. Ланац узрока и последица је непрекидан, те ако се само на једном месту прекине, онда се тиме руши хомеостатичко схватање света.